# هوارد ماكي
هوارد ماكي (بالإنجليزية: Howard Mackie)‏ هو كاتب أمريكي، ولد في 22 يناير 1958.